# André-Marc Antigna
Pour les articles homonymes, voir Antigna.

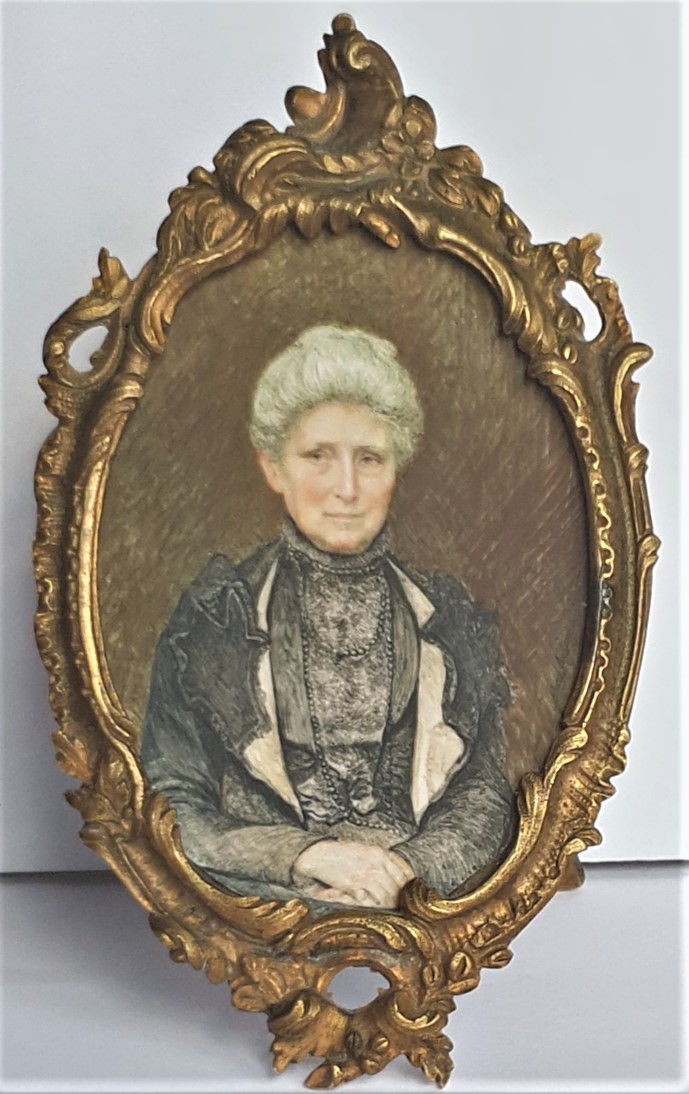
Marc Antigna, Portrait d'Hélène Antigna, miniature (vers 1910)

André-Marc Antigna, né à Paris 17e le 26 avril 1869 et mort à Nantes le 20 mai 1941, est un portraitiste, peintre de genre et miniaturiste français.

## Biographie
Fils du peintre Alexandre Antigna et de son épouse Hélène Antigna, née Pettit, il a principalement été l'élève de Jules Lefebvre et de Benjamin-Constant à l' Académie Julian. Parvenu à la maîtrise de son art, il s'est établi à Montigny-sur-Loing (Seine-et-Marne) où il a longtemps vécu. Très proche des artistes (peintres, céramistes ou sculpteurs) qui s'étaient installés dans cette localité ou y séjournaient de temps à autre, il a notamment hébergé le peintre canadien  Henri Beau  en 1898. C'est par son intermédiaire qu'il a séjourné à Montréal (Québec) entre 1899 -vraisemblablement- et 1903. Il a eu l'occasion d'y exposer des portraits et des miniatures, mais aussi de collaborer avec le ferronnier d'art Paul Beau, frère d'Henri, qui se rattachait au mouvement Arts & Crafts canadien.
À son retour du Canada, comme il l'avait fait avant son départ dès la seconde moitié des années 1890, il a notamment exposé au Salon des Indépendants et à celui de la Société des Artistes Français où il a régulièrement présenté des miniatures entre 1904 et 1914.
Soucieux du détail, sous-tendu par un dessin précis et animé de coloris lumineux, son art n'est pas sans rappeler celui des peintres préraphaélites. Pour l'essentiel, ses œuvres appartiennent à des collections privées. Le Musée des Beaux-Arts d'Orléans conserve néanmoins quelques-unes de ses miniatures, et le Musée des Hospitalières de l'Hôtel-Dieu de Montréal possède une œuvre créée durant son séjour au Canada ( La poésie, le chant, la musique ou Sainte Cécile accompagnée de deux anges aptères).